# Amonokoa
Amonokoa, ime za jednu bandu ili pleme američkih Indijanaca koji se povezuju s plemenskim savezom Illinois iz današnjeg Illinoisa i Indiane. Ovo ime zabilježio je belgijski misionar i istraživač Louis Hennepin 1680. godine, ali se kasnije pod tim imenom više ne spominju.

## Vanjske poveznice
- Illinois Indian Tribes